# Isle of Man Football League
Il Campionato mannese di calcio è organizzato dalla IoMFA, la federazione calcistica dell'Isola di Man. Non fa parte del sistema calcistico inglese. I campionati non sono professionistici ma amatoriali.

## Campionati

### Premier League
La Premier League è la massima divisione del campionato nazionale. È sponsorizzata dalla Canada Life ed è maggiormente nota come Canada Life Premier League. Le ultime due squadre classificate al termine della stagione retrocedono in Division Two. Prima del 1951 era semplicemente chiamata Division One.
Le 13 squadre partecipanti alla Premier League 2025/26 sono:
- Ayre United
- Braddan
- Corinthians
- DHSOB
- Foxdale
- Laxey
- Onchan
- Peel
- Ramsey
- Rushen Utd
- Saint Marys
- Saint Johns United
- Union Mills

### Division Two
La Division Two è la seconda divisione del campionato nazionale. È sponsorizzata dalla JCK ed è comunemente chiamata JCK Division Two. Le prime due squadre classificate al termine della stagione vengono promosse in Premier League.
Le 11 squadre partecipanti alla Division Two 2025/26 sono: 
- Castletown
- Colby
- Douglas and District
- Douglas Royal
- Governors
- Malew
- Marown
- Michael United
- Pulrose Utd
- RYCOB
- Saint Georges

## Albo d'oro
- 1896–97:  Peel
- 1897–98:  Douglas Gymnasium
- 1898–99:  Ramsey
- 1899–00:  Ramsey
- 1900–01:  Ramsey
- 1901–02:  Ramsey
- 1902–03:  Douglas Gymnasium
- 1903–04:  Douglas Gymnasium
- 1904–05:  Douglas Gymnasium
- 1905–06:  Douglas Gymnasium
- 1906–07:  Peel
- 1907–08:  Ramsey
- 1908–09:  Douglas Wanderers
- 1909–10:  Douglas Wanderers
- 1910–11:  Ramsey
- 1911–12:  Ramsey
- 1912–13:  Ramsey
- 1913–14:  Castletown
- 1914–15-1918–19 Competizione non svolta a causa della prima guerra mondiale
- 1919–20:  Douglas Gymnasium
- 1920–21:  Ramsey
- 1921–22:  Peel
- 1922–23:  Castletown
- 1923–24:  Castletown
- 1924–25:  Castletown
- 1925–26:  Rushen Utd
- 1926–27:  Ramsey
- 1927–28:  Colby
- 1928–29:  Saint Marys
- 1929–30:  Braddan
- 1930–31:  Braddan
- 1931–32:  Peel
- 1932–33:  Peel
- 1933–34:  Peel
- 1934–35:  Peel
- 1935–36:  Rushen Utd
- 1936–37:  Braddan
- 1937–38:  Braddan
- 1938–39-1945–46 Competizione non svolta a causa della seconda guerra mondiale
- 1946–47:  Onchan
- 1947–48:  Peel
- 1948–49:  Peel
- 1949–50:  Castletown
- 1950–51:  Castletown
- 1951–52:  Ramsey
- 1952–53:  Peel
- 1953–54:  Peel
- 1954–55:  Peel
- 1955–56:  RAF Jurby
- 1956–57:  Saint Georges
- 1957–58:  Peel
- 1958–59:  Peel
- 1959–60:  Peel
- 1960–61:  Saint Georges
- 1961–62:  Saint Georges
- 1962–63:  Peel
- 1963–64:  Peel
- 1964–65:  Peel

- 1965–66:  Peel
- 1966–67:  DHSOB
- 1967–68:  Pulrose Utd
- 1968–69:  Pulrose Utd
- 1969–70:  Pulrose Utd
- 1970–71:  Pulrose Utd
- 1971–72:  Peel
- 1972–73:  Peel
- 1973–74:  Peel
- 1974–75:  Peel
- 1975–76:  Peel
- 1976–77:  Peel
- 1977–78:  Rushen Utd
- 1978–79:  Rushen Utd
- 1979–80:  Rushen Utd
- 1980–81:  Rushen Utd
- 1981–82:  Castletown
- 1982–83:  DHSOB
- 1983–84:  Peel
- 1984–85:  Rushen Utd
- 1985–86:  Rushen Utd
- 1986–87:  Douglas Gymnasium
- 1987–88:  Rushen Utd
- 1988–89:  DHSOB
- 1989–90:  DHSOB
- 1990–91:  DHSOB
- 1991–92:  Saint Georges
- 1992–93:  Pulrose Utd
- 1993–94:  Saint Georges
- 1994–95:  Saint Georges
- 1995–96:  Saint Marys
- 1996–97:  DHSOB
- 1997–98:  Saint Marys
- 1998–99:  Castletown
- 1999–00:  Peel
- 2000–01:  Peel
- 2001–02:  Peel
- 2002–03:  Saint Marys
- 2003–04:  Saint Georges
- 2004–05:  Saint Georges
- 2005–06:  Laxey
- 2006–07:  Saint Georges
- 2007–08:  Saint Georges
- 2008-09:  Saint Georges
- 2009-10:  Rushen Utd
- 2010-11:  Saint Georges
- 2011-12:  Saint Georges
- 2012-13:  Saint Georges
- 2013-14:  Saint Georges
- 2014-15:  Saint Georges
- 2015-16:  Saint Georges
- 2016-17:  Saint Georges
- 2017-18:  Saint Georges
- 2018-19:  Saint Marys
- 2019-20: sospeso e non assegnato[4]
- 2020-21:  Corinthians
- 2021-22:  Ayre United
- 2022–23:  Peel
- 2023–24:  Ayre United
- 2024–25:  Peel

## Vittorie per squadra
| Club              | Vittorie | Stagioni |
| ----------------- | -------- | --- |
| Peel              | 31       | 1897, 1907, 1922, 1932, 1933, 1934, 1935, 1948, 1949, 1953, 1954, 1955, 1958, 1959, 1960, 1963, 1964, 1965, 1966, 1972, 1973, 1974, 1975, 1976, 1977, 1984, 2000, 2001, 2002, 2022, 2025 |
| Saint Georges     | 19       | 1957, 1961, 1962, 1992, 1994, 1995, 2004, 2005, 2007, 2008, 2009, 2011, 2012, 2013, 2014, 2015, 2016, 2017, 2018                                                                         |
| Ramsey            | 11       | 1899, 1900, 1901, 1902, 1908, 1911, 1912, 1913, 1921, 1927, 1952 |
| Rushen Utd        | 10       | 1926, 1936, 1978, 1979, 1980, 1981, 1985, 1986, 1988, 2010 |
| Castletown        | 8        | 1914, 1923, 1924, 1925, 1950, 1951, 1982, 1999 |
| Douglas Gymnasium | 7        | 1898, 1903, 1904, 1905, 1906, 1920, 1987 |
| DHSOB             | 6        | 1967, 1983, 1989, 1990, 1991, 1997 |
| Saint Marys       | 5        | 1929, 1996, 1998, 2003, 2019 |
| Pulrose Utd       | 5        | 1968, 1969, 1970, 1971, 1993 |
| Braddan           | 4        | 1930, 1931, 1937, 1938 |
| Ayre United       | 2        | 2022, 2024 |
| Douglas Wanderers | 2        | 1909, 1910 |
| Colby             | 1        | 1928 |
| Corinthians       | 1        | 2021 |
| Laxey             | 1        | 2006 |
| Onchan            | 1        | 1947 |
| RAF Jurby         | 1        | 1956 |